# Enrico Colombari
Enrico Colombari (31. leden 1905, La Spezia Italské království – 7. březen 1983, Pisa Itálie) byl italský fotbalový záložník a později i trenér.
Prvních šest let své kariéry odehrál v Pise se kterým došel do finále šampionátu 1920/21, jenže nestačili na tehdy silný klub Pro Vercelli. V roce 1926 se přestoupil do Turína, kde hrál 4 roky a vyhrál jeden titul v sezoně 1927/28. V roce 1930 byl prodán do Neapole za 265 000 lir a zůstal v ní 7 let. Nastoupil do 213 utkání a vstřelil 6 branek.
Za reprezentaci nastoupil do 9 utkání. První utkání odehrál 14. října 1928 proti Švýcarsku (3:2).
Po hráčské kariéře se stal trenérem, ale velkých úspěchů nezaznamenal.

## Hráčská statistika
| Sezóna  | Klub   | Liga         | Liga   | Liga | Ligové poháry | Ligové poháry | Ligové poháry | Kontinentální poháry | Kontinentální poháry | Kontinentální poháry | Celkem | Celkem |
| Sezóna  | Klub   | Soutěž       | Zápasy | Góly | Soutěž        | Zápasy        | Góly          | Soutěž               | Zápasy               | Góly                 | Zápasy | Góly   |
| ------- | ------ | ------------ | ------ | ---- | ------------- | ------------- | ------------- | -------------------- | -------------------- | -------------------- | ------ | ------ |
| 1920/21 | Pisa   | 1. Kategorie | 6      | 6    | -             | 0             | 0             | -                    | 0                    | 0                    | 6      | 6      |
| 1921/22 | Pisa   | 1. Divize    | 29     | 0    | -             | 0             | 0             | -                    | 0                    | 0                    | 29     | 0      |
| 1922/23 | Pisa   | 1. Divize    | 31     | 0    | -             | 0             | 0             | -                    | 0                    | 0                    | 31     | 0      |
| 1923/24 | Pisa   | 1. Divize    | 32     | 0    | -             | 0             | 0             | -                    | 0                    | 0                    | 32     | 0      |
| 1924/25 | Pisa   | 1. Divize    | 20     | 2    | -             | 0             | 0             | -                    | 0                    | 0                    | 20     | 2      |
| 1925/26 | Pisa   | 1. Divize    | 16     | 2    | -             | 0             | 0             | -                    | 0                    | 0                    | 16     | 2      |
| 1926/27 | Turín  | 1. Divize    | 17     | 1    | IP            | 1             | 0             | -                    | 0                    | 0                    | 18     | 1      |
| 1927/28 | Turín  | 1. Divize    | 28     | 1    | -             | 0             | 0             | -                    | 0                    | 0                    | 28     | 1      |
| 1928/29 | Turín  | 1. Divize    | 27     | 2    | -             | 0             | 0             | -                    | 0                    | 0                    | 27     | 2      |
| 1929/30 | Turín  | Serie A      | 29     | 0    | -             | 0             | 0             | -                    | 0                    | 0                    | 29     | 0      |
| 1930/31 | Neapol | Serie A      | 31     | 0    | -             | 0             | 0             | -                    | 0                    | 0                    | 31     | 0      |
| 1931/32 | Neapol | Serie A      | 32     | 0    | -             | 0             | 0             | -                    | 0                    | 0                    | 32     | 0      |
| 1932/33 | Neapol | Serie A      | 34     | 0    | -             | 0             | 0             | -                    | 0                    | 0                    | 34     | 0      |
| 1933/34 | Neapol | Serie A      | 32     | 1    | -             | 0             | 0             | Stř.P                | 3                    | 0                    | 35     | 1      |
| 1934/35 | Neapol | Serie A      | 28     | 2    | -             | 0             | 0             | -                    | 0                    | 0                    | 28     | 2      |
| 1935/36 | Neapol | Serie A      | 26     | 1    | IP            | 2             | 0             | -                    | 0                    | 0                    | 28     | 1      |
| 1936/37 | Neapol | Serie A      | 30     | 2    | IP            | 2             | 0             | -                    | 0                    | 0                    | 32     | 2      |
| 1937/38 | Pisa   | Serie B      | 21     | 1    | -             | 0             | 0             | -                    | 0                    | 0                    | 21     | 1      |
| 1938/39 | Savoia | Serie C      | 21     | 1    | IP            | 1             | 0             | -                    | 0                    | 0                    | 22     | 1      |
| Celkem  | Celkem | Celkem       | 479    | 21   | -             | 6             | 0             | -                    | 3                    | 0                    | 488    | 21     |

## Hráčské úspěchy

### Klubové
- 1× vítěz italské ligy (1927/28)

### Reprezentační
- 2x na MP (1927-1930 - zlato, 1931-1932 - stříbro)